# Stereonephthya acicularis
Stereonephthya acicularis is een zachte koraalsoort uit de familie Alcyoniidae. De koraalsoort komt uit het geslacht Stereonephthya. Stereonephthya acicularis werd in 1966 voor het eerst wetenschappelijk beschreven door Verseveldt. 